# Длакаво ковиље
Длакаво ковиље или власасто ковиље (лат. Stipa capillata) је Евроазијска врста трава (Poaceae). Настањује суве степске области и пешчаре средње Европе, Средоземља, Балкана, Мале и средње Азије и Сибира. У тропској Азији може се нађи у Индији.
У Европи, ово је најчешћа врста ковиља. Има га у следећим земљама: Шпанија, Француска, Немачка, Пољска, Аустрија, Хрватска, Словенија, Швајцарска, Чешка, Словачка, Пољска, Мађарска, Србија, Грчка, Италија, Молдавија, Румунија, Бугарска, Русија, Украјина.

## Опис биљке
Длакаво ковиље је висока, густо бусенаста вишегодишња биљка. Стабљика је витка и усправна, висине 40–90 cm, при основи одрвенела, гола. Листови кончасто-линеарни, свега 1 mm уски, таласасто савијене лиске, са наличја длакави, вршним рукавцем обухватају цваст. Лисни рукавац је ± гладак, дужи од интернодија. Лигула 1-2 мм дуга, зашиљена. Плеве приближно једнаке, дуге 10–12 mm, уске и дуго зашиљене, са три јасна нерва. Плевице дуге 11–14 mm, при основи с белим длакама. Осје плевице је – налик на бодљу – дуго 10–20 cm, рапаво, у горњем делу је коленасто свинуто, ниже спирално усукано (није перасто већ голо, те се лако разликује од перастог и пешчарског ковиља, које се понекад може наћи на истом станишту). Осје формира растреситу али доста обилату, длакаву метлицу, дугу 10–15 cm, са по 1-4 класића на гранчицама.
И остале врсте ковиља су дужих власи осја – код овог ковиља су најкраће (максимално 20 cm), али су joj метлице дуже него код других врста (до 15 cm), што је чини лако препознатљивом у роду Stipa.
Плод је 10–12 mm дуг, лако се качи за кожу животиња, те се биљка шири зоохоријом.
Биљка цвета целог лета, од јула до септембра.

## Станиште
Длакаво ковиље расте на сувим степским стаништима и у пустарама, а на вишим положајима у отвореним травним фитоценозама каменитих падина, где преферира кречњачке и силикатне подлоге.
Биљка је флорни елемент евроазијско-континенталног карактера.
Нека од места у Србији где је забележена: Сува планина, Пожежешка и Делиблатска пешчара, Фрушка гора, Вршачки брег, местимично у Бачкој, у вегетацији Тителског брега, Великог римског шанца код Темерина, Суботичке пешчаре и у малобројним популацијама на још неким изолованим местима.

## Привредни значај
Длакаво ковиље има мали значај као крмна биљка, али је значајно тамо где нема других трава. Стока га једе само до класања. Ос цвасти је штетна, јер се увлачи у вуну и кожу оваца.
Поред пешчарског ковиља (S. borysthenica) ово је још једна пионирска врста која међу првима везује еолске пескове. Нестане међутим тамо где се врши јака испаша.
| Врсте рода Stipa – ковиље |  |
| · S. aristella · S. balcanica · S. borysthenica · S. bromoides · S. capillata · S. dasyphylla · S. eriocaulis · S. lessingiana · S. pennata · S. pulcherrima · S. tirsa · |  |
| --- |  |